# Gery Wolf
Gery Wolf (* 28. September 1949 in Graz; † 24. Jänner 2023) war ein österreichischer Fotograf.

## Leben
Gery Wolf widmete sich nach seiner Ausbildung an der Kunstgewerbeschule Graz ab 1964 der Fotografie und arbeitete für internationale Magazine wie Geo, Merian oder Paris Match und publizierte zahlreiche Bildbände.

## Publikationen
- Menschen-Bilder. Kulturreferat d. Landeshauptstadt, Graz 1986
- Steiermark exklusiv. Styria, Graz 1995
- Mein Steirerland. Styria, Graz 1998
- Erlebnis Thermenland. Styria, Graz 2000
- Graz. Weltkulturerbe. Bildband, Text deutsch, englisch, italienisch, Styria, Graz 2000, ISBN 3-222-12785-9.
- Das steirische Weinland. Bildband, Text deutsch und englisch, Styria, Graz 2001, ISBN 3-222-12901-0.
- Steiermark. Styria, Graz 2002
- Naturpark Grebenzen. Mit einer Einführung von Horst Friedrich Mayer, Bildband, Styria Verlag, Graz 2002, ISBN 3-222-12981-9.
- Wie die Zeit vergeht ... Styria, Graz 2005
- mit Herman Gruber (Text): Impressionen aus der Schladming-Dachstein-Region. Bildband, Text deutsch und englisch, ADEVA, Graz 2012, ISBN 978-3-201-01967-5.
- mit Frido Hütter: Oststeiermark. Vom Eiswinkel zum Garten Eden. Bildband, Steirische Verlagsgesellschaft, Graz 2013, ISBN 978-3-7011-7867-4.